# Pierre Gillet (abbé)
Pour les articles homonymes, voir Pierre Gillet et Gillet.
Pierre Gillet, né le 10 mai 1904 à Somme-Yèvre et mort le 14 mars 1985 à Châlons-sur-Marne, est un prêtre et un membre de la Résistance lors de la Seconde Guerre mondiale au sein de Ceux de la Libération.

## Biographie
Il fut ordonné prêtre le 29 juin 1927, fut l'un des dirigeants de La croix de la Marne  et animateur du théâtre et du cinéma Pasteur de Châlons-en-Champagne  . En 1939 il fut mobilisé comme aumônier à la 12 div. d'infanterie motorisée,  servit au 106e régiment d'infanterie, Il fit la Campagne de France (1940) et fut fait prisonnier  à Lille d'où il s'évada pour arriver à Châlons le 18 juin 1940 . Il fut alors nommé secrétaire de la Commission Municipale provisoire. Détaché au 59e régiment d'infanterie de ligne. Il reprit la direction de ses activités sociales tout en aidant ceux qui pourchassés par les Allemands avaient besoin d'être cachés. Il confectionnait de faux papiers en amateur.

Contacté par Lucien Paul il rejoint la C.D.L.L dans l'organisation du soutien pour la Marne en 1942.

## Résistant
Il participait tant au soutien moral que matériel des familles mais aussi des personnalités recherchées. Arrêté le 17 mai 1944 par la Gestapo, il fut un des pensionnaires de la cellule 17 de la prison de Châlons, le 23 août il est libéré. Élu conseiller municipal en 1945.  Il continue à écrire, se retire à Châlons en 1971 où il décède le 14 mars 1985.

## Décorations
- Officier de la Légion d'honneur
- Médaille militaire
- Croix de guerre 1939–1945
- Médaille de la Résistance française

## Hommage
Une rue de Châlons-en-Champagne porte son nom.

## Écrits
- Six cahiers sparnaciens de l'histoire local;
- Survol de l'histoire d'Épernay;
- Mes souvenirs des premières semaines de l'occupation de Châlons en 1940;
- Sermaize et Jeanne d'Arc;
- La Chaussée, mon village;
- sept brochures de Châlons sous la botte.